# Battle in Seattle
Battle in Seattle es una película dramática de 2008 escrita y dirigida por el actor irlandés Stuart Townsend, que debutó con ella como director. El argumento está basado en la Conferencia Ministerial de la OMC de 1999. Fue estrenada el 22 de mayo de 2008 en el Seattle International Film Festival.
La película representa la protesta (Batalla de Seattle o N-30) de miles de activistas en la Conferencia Ministerial de  Seattle (estado de Washington). Los manifestantes consideraban que la Organización Mundial del Comercio (OMC) contribuye a aumentar la diferencia de riqueza entre ricos y pobres, mientras que la OMC asegura que el reparto de la riqueza no ha cambiado y que el hambre, la enfermedad y la muerte disminuyen. 
Entrelaza historias para mostrar las diferentes acciones que se sucedieron en 1999 cuando una reunión de la OMC fue obstaculizada por unas 50.000 a 100.000 personas, formadas por activistas ambientales, sindicalistas, profesionales, anarquistas y gente corriente, terminando en disturbios con la fuerza pública, que convirtieron la ciudad de Seattle en un caos. Pretende abordar el ángulo político, policial, de los líderes que asistían a la reunión, los manifestantes y los habitantes del lugar, y busca reflejar un momento crucial para nuestros tiempos, como es el nacimiento del movimiento alternativo a la globalización.

## Sinopsis
Miles de activistas llegan a Seattle, en multitudes para protestar contra una reunión de la OMC, la Ronda del Milenio que reúne figuras del acontecer político y económico mundial. La película toma una visión en profundidad de los personajes durante los cinco días en que protestaron en las calles de la ciudad en noviembre de 1999. A pesar de que comenzó como una protesta pacífica con el objetivo de detener las conversaciones de la OMC, se intensificó en una escala de disturbios y, finalmente, una declaración de estado de emergencia que puso en contra de los manifestantes al Departamento de Policía de Seattle y a la Guardia Nacional. Sin embargo el objetivo de los activistas es logrado, la Ronda del Milenio de la OMC es cancelada.

## Reparto
Los principales protagonistas son interpretados por Martin Henderson, Michelle Rodríguez, Woody Harrelson, Andre Benjamin, Charlize Theron y Ray Liotta. También aparecen otros actores y actrices como Jennifer Carpenter, Joshua Jackson, Tzi Ma, Ivana Milicevic, Connie Nielsen, Rade Serbedzija y Channing Tatum.

## Producción
Esta producción estadounidense/canadiense/alemana tuvo un costo de al menos 10 millones de dólares (cerca de ocho millones de euros). Producida por Insight Film Studios, una empresa independiente de Vancouver, en conjunto con Proud Mary Entertainment en Los Ángeles. La compañía Endeavor, quien ha colaborado  con el financiamiento de la obra, es la encargada de vender los derechos en Norteamérica. Fue filmada en su mayor parte en Vancouver, Canadá, y sólo una pequeña parte en Seattle. Intercala algunas imágenes reales del acontecimiento dentro de la película. Se presentó en preestreno en diciembre de 2007 en el festival de cine de Toronto donde recibió una ovación de 8 minutos por parte del público presente, se estrenó ese mismo año.

## Críticas
No constan en informe oficial de la Escuela de Cine Internacional (ECI)